# Drevsjø
Drevsjø är en tätort och kyrkby i Engerdals kommun i Innlandet fylke i östra Norge. Orten ligger väster om sjön Vurrusjøen, där fylkesväg 26 möter fylkesväg 218, cirka nio kilometer från svenska gränsen. Här finns Drevsjø kyrka.

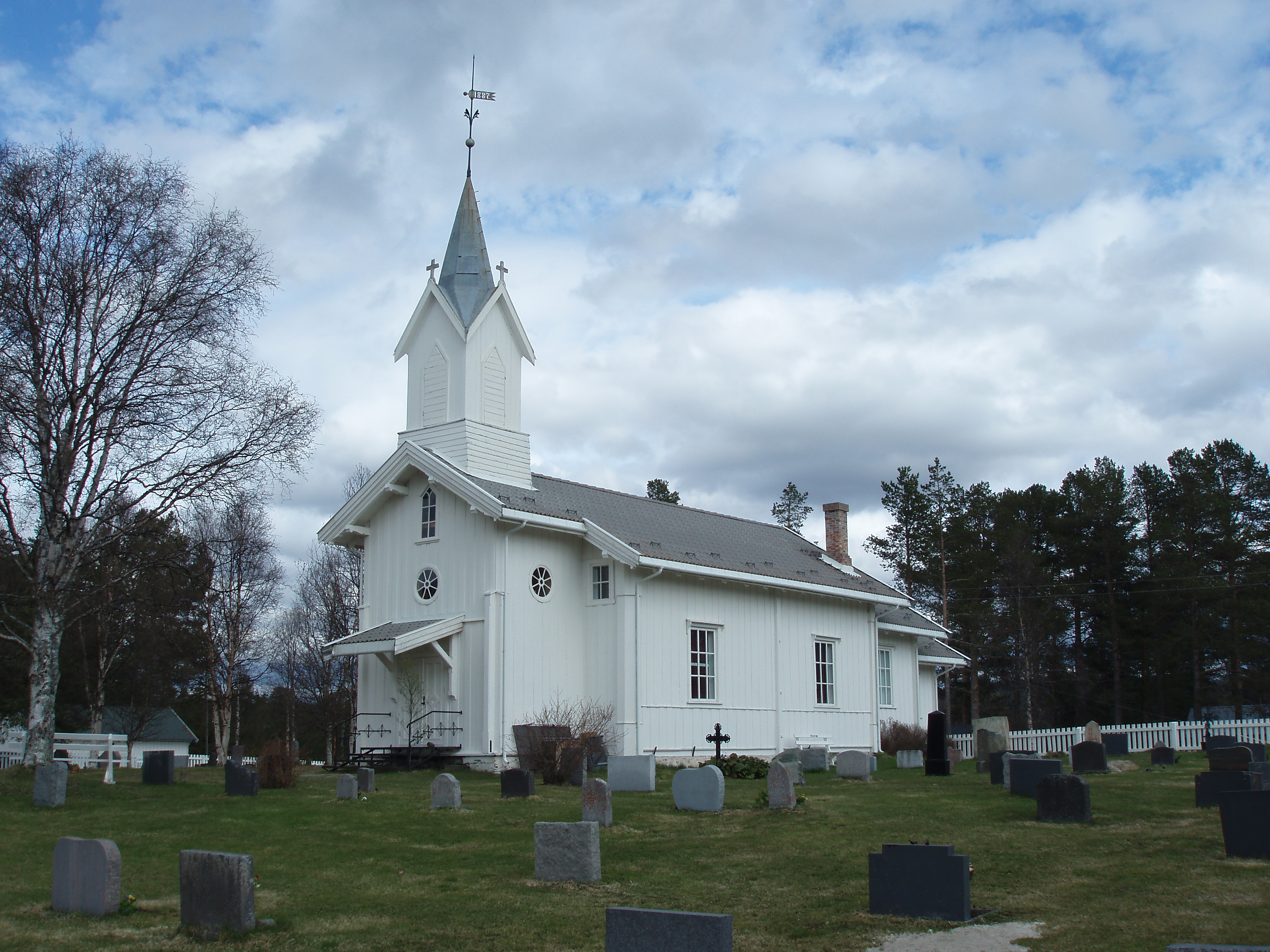
Drevsjø kyrka.